# Ресака (Джорджія)
Ресака (англ. Resaca) — місто (англ. city) в США, в окрузі Гордон штату Джорджія. Населення — 1142 особи (2020).

## Географія
Ресака розташована за координатами 34°34′45″ пн. ш. 84°56′38″ зх. д. / 34.57917° пн. ш. 84.94389° зх. д. (34.579203, -84.943786).  За даними Бюро перепису населення США в 2010 році місто мало площу 7,41 км², з яких 7,26 км² — суходіл та 0,15 км² — водойми.

## Демографія
Згідно з переписом 2010 року, у місті мешкали 544 особи в 185 домогосподарствах у складі 140 родин. Густота населення становила 73 особи/км².  Було 213 помешкання (29/км²).
Расовий склад населення:
| - 77,2 % — білих - 1,7 % — вихідців з тихоокеанських островів - 0,7 % — чорних або афроамериканців - 0,4 % — азіатів - 0,2 % — корінних американців - 17,3 % — осіб інших рас |

До двох чи більше рас належало 2,6 %. Частка іспаномовних становила 26,3 % від усіх жителів.
За віковим діапазоном населення розподілялося таким чином: 24,8 % — особи молодші 18 років, 63,8 % — особи у віці 18—64 років, 11,4 % — особи у віці 65 років та старші. Медіана віку мешканця становила 36,3 року. На 100 осіб жіночої статі у місті припадало 100,0 чоловіків;  на 100 жінок у віці від 18 років та старших — 98,5 чоловіків також старших 18 років.
Середній дохід на одне домашнє господарство  становив 46 578 доларів США (медіана — 36 656), а середній дохід на одну сім'ю — 50 500 доларів (медіана — 39 464). Медіана доходів становила 35 417 доларів для чоловіків та 30 217 доларів для жінок. За межею бідності перебувало 23,3 % осіб, у тому числі 39,3 % дітей у віці до 18 років та 12,2 % осіб у віці 65 років та старших.
Цивільне працевлаштоване населення становило 422 особи. Основні галузі зайнятості: виробництво — 39,3 %, освіта, охорона здоров'я та соціальна допомога — 14,5 %, будівництво — 11,8 %, мистецтво, розваги та відпочинок — 10,0 %.